# Colombias amazonasområde
Colombias amazonasområde (spanska: región amazónica eller amazonía) är ett av Colombias sex huvudområden.

Denna region är den del av Colombia som är täckt av regnskogen Amazonas.

## Departement
Departement i regionen är Amazonas, Caquetá, Guainía, Guaviare, Putumayo och Vaupés.